# Sedgemoor
Sedgemoor este un district ne-metropolitan situat în Regatul Unit, în comitatul Somerset din regiunea South West, Anglia.

## Orașe din cadrul districtului
- Axbridge
- Bridgwater
- Burnham-on-Sea
- Highbridge
- North Petherton